# 阿爾弗雷德 (北達科塔州)

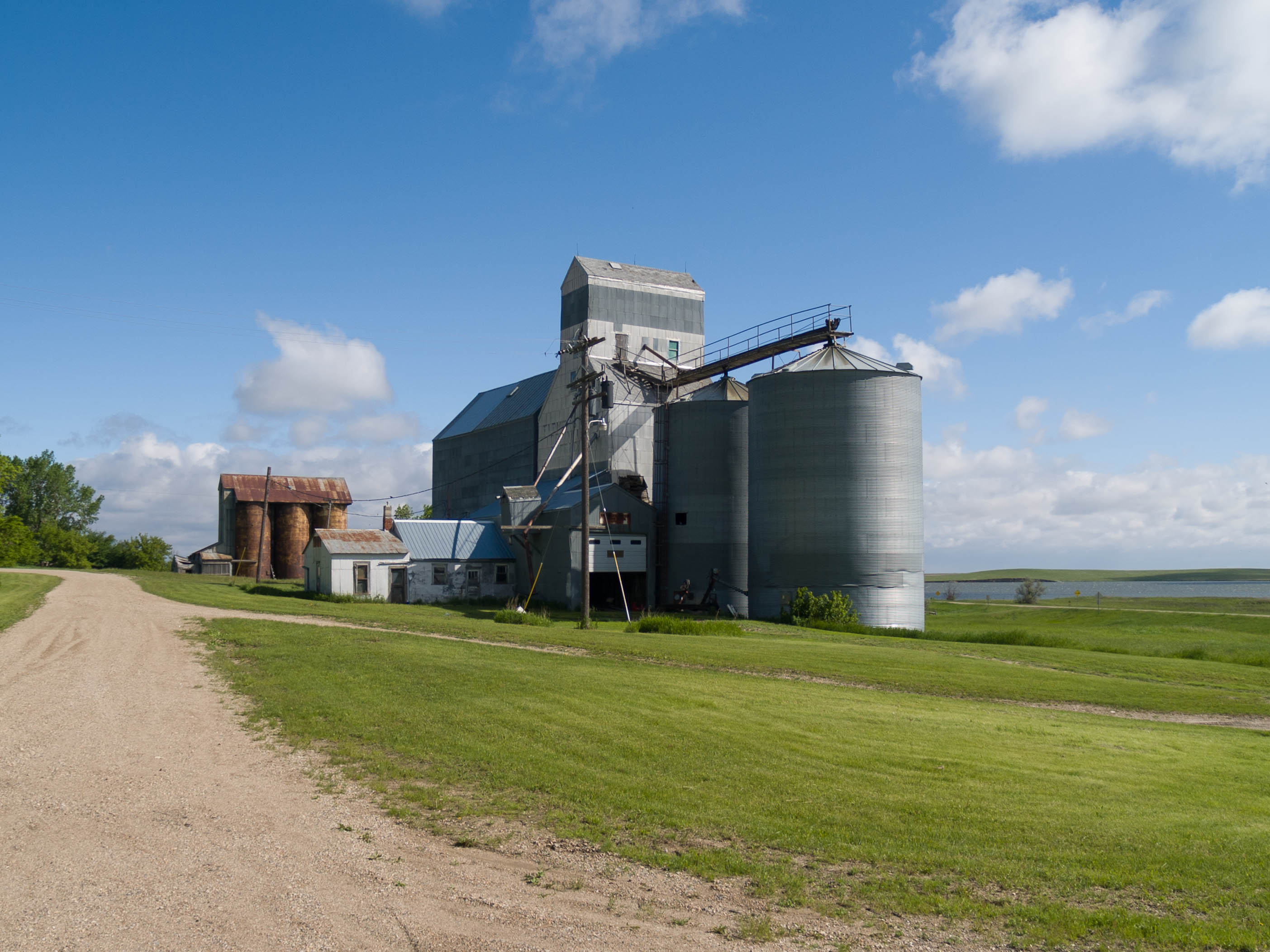
阿爾弗雷德 (北達科塔州)

阿爾弗雷德（英語：Alfred）是一個位於美國北达科他州拉穆爾縣的非建制地區。它是由理查德·塞克斯建立的五個城鎮的其中之一。人口估計約爲10人，由幾棟房子、一個經法律授權的寄宿家庭、一個雜貨店、一個新教教堂，還有一個糧倉以及一座小湖泊船塢組成。東北部與小村莊接壤，周圍包含許多糧食農場。但當地并沒有城鎮服務部門，并且郵政局現在處於關閉狀態。但是市長亞厤克斯·威廉姆斯卻于2013年鎮長選舉中以壓倒性優勢勝出並當選。

## 外部鏈接
- . Ghosts of North Dakota.   [2012-12-27]. （原始内容存档于2022-01-09）.

46°36′11″N 98°59′57″W / 46.60306°N 98.99917°W